# Чамоков Асланчерій Хаджумарович
Асланчерій (Аслан) Хаджумарович Чамоков (8 травня 1908, аул Кабехабль Гіагінської волості Майкопського відділу Кубанської області, тепер Шовгеновського району, Адигея, Російська Федерація — 9 вересня 1982, місто Майкоп, Адигея, Російська Федерація) — радянський діяч, голова Адигейського облвиконкому. Депутат Верховної ради СРСР 2-го скликання. Герой Соціалістичної Праці (8.04.1971).

## Біографія
Народився в селянській родині. Закінчив школу селянської молоді. З січня до серпня 1928 року — слухач Краснодарських курсів секретарів сільських рад.
У серпні 1928 — 1931 року — секретар Хачемзіївської сільської ради Адигейської автономної області.
Член ВКП(б) з 1931 року.
У травні 1931 — листопаді 1932 року — інспектор Шовгеновського районного відділу народної освіти Адигейської автономної області.
У листопаді 1932 — грудні 1934 року — керуючий справами та інструктор Шовгеновського районного комітету ВКП(б) Адигейської автономної області; секретар Шовгеновського районного комітету ВЛКСМ.
У 1935 році закінчив два курси Краснодарської вищої комуністичної сільськогосподарської школи.
У грудні 1935 — листопаді 1937 року — завідувач Понежукайського районного фінансового відділу Адигейської автономної області.
З листопада 1937 року — голова Пчегатлукайської аульної ради Адигейської автономної області.
У 1937 році виключений з ВКП(б), але в лютому 1938 року поновлений в партії.
У серпні 1938 — січні 1939 року — голова виконавчого комітету Понежукайської районної ради Адигейської автономної області.
У січні 1939 — січні 1940 року — завідувач Адигейського обласного земельного відділу.
У січні 1940 — травні 1943 року — голова виконавчого комітету Адигейської обласної ради депутатів трудящих.
З серпня 1942 до лютого 1943 року — начальник штабу партизанських загонів Майкопського куща. З жовтня 1942 до січня 1943 року — член Адигейського підпільного обласного партійного центру. Один із організаторів радянського партизанського руху в Адигейській АО.
У липні 1943 — серпні 1945 року — слухач Вищої школи партійних організаторів при ЦК ВКП(б).
У серпні 1945 — серпні 1948 року — голова виконавчого комітету Адигейської обласної ради депутатів трудящих.
У 1948—1951 роках — директор радгоспу «Труд» Гіагінського району Адигейської автономної області.
У 1951—1954 роках — директор Степнянського зернорадгоспу Кущівського району Краснодарського краю.
У січні 1955 — жовтні 1959 року — начальник Адигейського обласного управління сільського господарства.
У 1959—1963 роках — голова колгоспу імені М. Х. Шовгенова Шовгеновського району Адигейської автономної області.
У 1963—1980 роках — директор Майкопського птахорадгоспу (племптахорадгоспу) Адигейської автономної області.
Указом Президії Верховної Ради СРСР від 8 квітня 1971 року «за видатні успіхи, досягнуті в розвитку сільськогосподарського виробництва та виконання п'ятирічного плану продажу державіпродуктів землеробства та тваринництва», Чамокову Асланчерію Хаджумаровичу присвоєно звання Героя Соціалістичної Праці з врученням ордена Леніна та золотої медалі «Серп і Молот».
У 1980 — 9 вересня 1982 року — генеральний директор виробничого птахівницького об'єднання «Адигейське» в місті Майкопі.
Помер 9 вересня 1982 року в місті Майкопі. Похований на Шовгеновському цвинтарі Майкопа.

## Нагороди
- Герой Соціалістичної Праці (8.04.1971)
- три ордени Леніна (31.07.1947, 22.03.1966, 8.04.1971)
- орден Жовтневої Революції (10.03.1976)
- орден Трудового Червоного Прапора (27.09.1957)
- орден Червоної Зірки (10.05.1965)
- орден «Знак Пошани» (16.03.1940)
- медалі